# Hypocrisias armillata
Hypocrisias armillata är en fjärilsart som beskrevs av Edwards 1884. Hypocrisias armillata ingår i släktet Hypocrisias och familjen björnspinnare. Inga underarter finns listade i Catalogue of Life.